# Ewidencja gruntów i budynków
Ewidencja gruntów i budynków, EGiB, inaczej kataster nieruchomości – w geodezji, rejestr publiczny danych liczbowych i opisowych dotyczących gruntów, budynków i lokali oraz danych dotyczących właścicieli nieruchomości (a w przypadku braku danych o właścicielach, danych osób i jednostek organizacyjnych, które tymi nieruchomościami władają) określony w rozporządzeniu Ministra Rozwoju, Pracy i Technologii z dnia 27 lipca 2021 r. w sprawie ewidencji gruntów i budynków. Rozporządzenie określa m.in.:
- sposób zakładania ewidencji gruntów i budynków
- sposób prowadzenia ewidencji oraz szczegółowe zasady wymiany danych ewidencyjnych
- szczegółowy zakres informacji objętych ewidencją oraz zakres informacji objętych rejestrem cen i wartości nieruchomości.

W Polsce ewidencja gruntów i budynków jest utożsamiana prawnie z katastrem nieruchomości.
Ewidencję gruntów i budynków zakłada się i prowadzi w systemie informatycznym, którego podstawę stanowią komputerowe bazy danych ewidencyjnych. Komputerowe bazy danych ewidencyjnych są integralną częścią Państwowego Zasobu Geodezyjnego i Kartograficznego. Ewidencja obejmuje całe terytorium Rzeczypospolitej Polskiej, z wyjątkiem morza terytorialnego, a jednostkami powierzchniowymi podziału kraju dla celów ewidencji są:
- jednostka ewidencyjna – obszar gruntów położonych w granicach administracyjnych gminy, a w przypadku gdy w skład gminy wchodzi miejscowość o statusie miasta, również w granicach administracyjnych miasta. W miastach, w których utworzone zostały dzielnice, jako jednostki pomocnicze gminy, jednostką ewidencyjną może być obszar jednej lub kilku dzielnic. Jednostka ewidencyjna dzieli się na obręby ewidencyjne.
- obręb ewidencyjny – obszar gruntów położony w granicach wsi i sołectw lub w miastach w granicach dzielnic, osiedli i zespołów urbanistycznych lub teren wyznaczony naturalnymi granicami wyznaczonymi przez cieki, ulice, linie kolejowe i inne obiekty fizjograficzne
- działka ewidencyjna – ciągły obszar gruntu, położony w granicach jednego obrębu, jednorodny pod względem prawnym, wydzielony z otoczenia za pomocą linii granicznych. Działki położone w granicach jednego obrębu, wchodzące w skład jednej nieruchomości, tworzą jednostkę rejestrową gruntów.

Na ewidencję gruntów i budynków składają się komputerowe bazy danych ewidencyjnych
oraz operaty ewidencyjne. Na podstawie baz danych ewidencyjnych tworzone są dla poszczególnych obrębów raporty obrazujące dane ewidencyjne:
1. rejestr gruntów
2. rejestr budynków
3. rejestr lokali
4. kartotekę budynków
5. kartotekę lokali
6. mapę ewidencyjną.

Dane zawarte w ewidencji podlegają aktualizacji i są udostępniane. W ewidencji nie wykazuje się budynków, których budowa, według przepisów prawa budowlanego, nie wymaga pozwolenia lub zgłoszenia.
Ewidencję gruntów i budynków prowadzą starostowie lub prezydenci miast na prawach powiatu. W praktyce, jak zauważyła NIK, ewidencja jest często nieaktualna, prowadzona w sposób chaotyczny, a samorządy nagminnie łamią przepisy o odrolnieniu gruntów.